# 5614 Yakovlev
5614 Yakovlev eller 1979 VN är en asteroid i huvudbältet som upptäcktes den 11 november 1979 av den rysk-sovjetiske astronomen Nikolaj Tjernych vid Krims astrofysiska observatorium på Krim. Den har fått sitt namn efter Konstantin K. Yakovlev.
Asteroiden har en diameter på ungefär 13 kilometer.